# Umayma bint Abd al-Muttalib
Umayma bint Abd al-Muttalib (arabe : أميمة بنت عبد المطلب) est la tante paternelle de Mahomet, dernier prophète de l'islam.
Elle est née à La Mecque, fille d'Abdul Muttalib ibn Hashim et de Fatimah bint Amr al-Makhzumiya.
Elle épouse Jahsh ibn Riyab, un immigré de la tribu Asad ibn Khuzayma,, avec qui elle a six enfants : 
1. Abdullah[4],[5],[6],[7]
2. Ubaydullah[8],[9],[10]
3. Zaynab, l'une des femmes de Mahomet[11],[12],[13],[14],[15],[16]
4. Abd[17],[12],[18],[19]
5. Habiba, aussi connu sous le nom d'Umm Habib[20],[21]
6. Hamna[22],[23],[24].

Nous ne savons pas si Umayma s'est convertie à l'islam et si elle a suivi ses enfants lors de l'Hégire à Médine en 622. Nous savons qu'elle est toujours vivante en 628, lorsque Mahomet lui accorde une pension annuelle de 40 wasqs de dattes de Khaybar.